# Världsmästerskapet i bandy för damer 2022
Världsmästerskapet i bandy för damer 2022 arrangerades i Eriksson Arena i Åby utanför Växjö i Småland den 23-27 mars. Mästerskapsturneringen blev framflyttat av olika anledningar bland annat coronapandemin och skulle enligt de ursprungliga planerna ha spelats i Stockholm.
Det blir det elfte världsmästerskapet i bandy för damlandslag och det första som genomförs inomhus. Världsmästerskapet i bandy för damer 2023 och världsmästerskapet i bandy för herrar 2023 kommer att spelas i samma arena.

## Deltagande länder
Ryssland deltog inte då de själva lämnade ett sent återbud till turneringen.
Grupp A
- Sverige
- Finland
- Norge
- USA

Grupp B
- Storbritannien
- Nederländerna
- Schweiz
- Estland